# Cutina arcuata
Cutina arcuata är en fjärilsart som beskrevs av Michael G. Pogue och Ferguson 1998. Cutina arcuata ingår i släktet Cutina och familjen nattflyn. Inga underarter finns listade i Catalogue of Life.